# ريان ماثيوز
ريان ماثيوز (بالإنجليزية: Ryan Mathews)‏ هو مهندس أمريكي، ولد في 1 يوليو 1980 في ليك جنيف في الولايات المتحدة.